# Lo niego todo (gira)
La gira Lo niego todo fue el nombre de una gira de conciertos del cantautor español Joaquín Sabina, en la que promocionó el disco Lo niego todo, recién editado.
Empezó en mayo de 2017 en Latinoamérica, para después continuar en Europa.

## Fechas
| Fecha                    | Ciudad               | País                 | Lugar                                  |
| ------------------------ | -------------------- | -------------------- | -------------------------------------- |
| 14 de mayo de 2017       | Ciudad de México     | México               | Auditorio Nacional de México           |
| 16 de mayo de 2017       | Ciudad de México     | México               | Auditorio Nacional de México           |
| 18 de mayo de 2017       | Guadalajara          | México               | Auditorio Telmex                       |
| 20 de mayo de 2017       | Monterrey            | México               | Arena Monterrey                        |
| 23 de mayo de 2017       | Ciudad de México     | México               | Auditorio Nacional de México           |
| 25 de mayo de 2017       | Puebla de Zaragoza   | México               | Teatro Metropolitano                   |
| 28 de mayo de 2017       | Ciudad de México     | México               | Auditorio Nacional de México           |
| 9 de junio de 2017       | Úbeda                | España               | Auditorio del Recinto Ferial           |
| 14 de junio de 2017      | Londres              | Reino Unido          | Royal Albert Hall                      |
| 18 de junio de 2017      | Sevilla              | España               | Estadio Olímpico de La Cartuja         |
| 21 de junio de 2017      | Madrid               | España               | WiZink Center                          |
| 22 de junio de 2017      | Madrid               | España               | WiZink Center                          |
| 24 de junio de 2017      | Palencia             | España               | Plaza de Toros Campos Góticos          |
| 28 de junio de 2017      | Barcelona            | España               | Palau Sant Jordi                       |
| 4 de julio de 2017       | Valencia             | España               | Plaza de Toros de Valencia             |
| 14 de julio de 2017      | Murcia               | España               | Plaza de Toros La Condomina            |
| 18 de julio de 2017      | Madrid               | España               | WiZink Center                          |
| 19 de julio de 2017      | Madrid               | España               | WiZink Center                          |
| 22 de julio de 2017      | La Coruña            | España               | Coliseum da Coruña                     |
| 23 de julio de 2017      | La Coruña            | España               | Coliseum da Coruña                     |
| 26 de julio de 2017      | Gijón                | España               | Plaza de La Laboral                    |
| 29 de julio de 2017      | Huelva               | España               | Estadio Iberoamericano                 |
| 1 de agosto de 2017      | Marbella             | España               | Auditorio Cantera de Nagüeles          |
| 1 de septiembre de 2017  | Jerez de la Frontera | España               | Estadio Municipal de Chapín            |
| 9 de septiembre de 2017  | París                | Francia              | Salle L'Olympia                        |
| 20 de septiembre de 2017 | Valencia             | España               | Plaza de Toros de Valencia             |
| 23 de septiembre de 2017 | Alicante             | España               | Plaza de Toros de Alicante             |
| 28 de septiembre de 2017 | Málaga               | España               | Palacio de Deportes Martín Carpena     |
| 30 de septiembre de 2017 | Mérida               | España               | Teatro Romano de Mérida                |
| 7 de octubre de 2017     | Baracaldo            | España               | Bizkaia Arena BEC                      |
| 8 de octubre de 2017     | Baracaldo            | España               | Bizkaia Arena BEC                      |
| 11 de octubre de 2017    | Zaragoza             | España               | Pabellón Príncipe Felipe               |
| 12 de octubre de 2017    | Zaragoza             | España               | Pabellón Príncipe Felipe               |
| 18 de octubre de 2017    | Quito                | Ecuador              | Coliseo General Rumiñahui              |
| 21 de octubre de 2017    | Lima                 | Perú                 | Jockey Club del Perú                   |
| 24 de octubre de 2017    | Santiago de Chile    | Chile                | Movistar Arena                         |
| 25 de octubre de 2017    | Santiago de Chile    | Chile                | Movistar Arena                         |
| 27 de octubre de 2017    | Mendoza              | Argentina            | Arena Maipú                            |
| 4 de noviembre de 2017   | Córdoba              | Argentina            | Orfeo Superdomo                        |
| 5 de noviembre de 2017   | Córdoba              | Argentina            | Orfeo Superdomo                        |
| 8 de noviembre de 2017   | Rosario              | Argentina            | Metropolitano                          |
| 9 de noviembre de 2017   | Rosario              | Argentina            | Metropolitano                          |
| 11 de noviembre de 2017  | Buenos Aires         | Argentina            | Luna Park                              |
| 12 de noviembre de 2017  | Buenos Aires         | Argentina            | Luna Park                              |
| 15 de noviembre de 2017  | Buenos Aires         | Argentina            | Luna Park                              |
| 16 de noviembre de 2017  | Buenos Aires         | Argentina            | Luna Park                              |
| 18 de noviembre de 2017  | Junín                | Argentina            | Espacio Cuyen                          |
| 20 de noviembre de 2017  | Mar del Plata        | Argentina            | Polideportivo Islas Malvinas           |
| 22 de noviembre de 2017  | Buenos Aires         | Argentina            | Luna Park                              |
| 23 de noviembre de 2017  | Buenos Aires         | Argentina            | Luna Park                              |
| 25 de noviembre de 2017  | Neuquén              | Argentina            | Casino Magic                           |
| 29 de noviembre de 2017  | Buenos Aires         | Argentina            | Luna Park                              |
| 1 de diciembre de 2017   | Buenos Aires         | Argentina            | Luna Park                              |
| 2 de diciembre de 2017   | Buenos Aires         | Argentina            | Luna Park                              |
| 7 de diciembre de 2017   | Buenos Aires         | Argentina            | Luna Park                              |
| 9 de diciembre de 2017   | Buenos Aires         | Argentina            | Luna Park                              |
| 16 de diciembre de 2017  | Montevideo           | Uruguay              | Estadio Centenario                     |
| 30 de enero de 2018      | Medellín             | Colombia             | Chamorro City Hall - El Rodeo          |
| 1 de febrero de 2018     | Bogotá               | Colombia             | Gran Carpa Américas Corferias          |
| 4 de febrero de 2018     | San Juan             | Puerto Rico          | Coliseo de Puerto Rico José M. Agrelot |
| 8 de febrero de 2018     | Querétaro            | México               | Auditorio Josefa Ortiz                 |
| 10 de febrero de 2018    | Guadalajara          | México               | Auditorio Telmex                       |
| 13 de febrero de 2018    | Monterrey            | México               | Arena Monterrey                        |
| 16 de febrero de 2018    | San Luis Potosí      | México               | El Domo                                |
| 19 de febrero de 2018    | Toluca               | México               | Teatro Morelos                         |
| 21 de febrero de 2018    | Hermosillo           | México               | ExpoForum Centro de Convenciones       |
| 24 de febrero de 2018    | Ciudad de México     | México               | Auditorio Nacional                     |
| 25 de febrero de 2018    | Ciudad de México     | México               | Auditorio Nacional                     |
| 1 de marzo de 2018       | Ciudad de Guatemala  | Guatemala            | Explanada Cayala                       |
| 3 de marzo de 2018       | Managua              | Nicaragua            | Teatro Rubén Darío                     |
| 7 de marzo de 2018       | San José             | Costa Rica           | Estadio Nacional                       |
| 10 de marzo de 2018      | San Salvador         | El Salvador          | Anfiteatro Cifco                       |
| 10 de marzo de 2018      | San Salvador         | El Salvador          | Anfiteatro Cifco                       |
| 14 de marzo de 2018      | Santo Domingo        | República Dominicana | Palacio de los Deportes de S. Domingo  |
| 17 de marzo de 2018      | Miami                | Estados Unidos       | James L Knight Center                  |
| 7 de abril de 2018       | Palma de Mallorca    | España               | Palma Arena                            |
| 14 de abril de 2018      | Don Benito           | España               | Recinto Arena Las Cumbres              |
| 2 de junio de 2018       | San Sebastián        | España               | Donostia Arena 2016 Illumbe            |
| 7 de junio de 2018       | Salamanca            | España               | Multiusos Sánchez Paraíso              |
| 16 de junio de 2018      | Madrid               | España               | WiZink Center                          |
| 21 de junio de 2018      | La Coruña            | España               | Coliseum da Coruña                     |
| 30 de junio de 2018      | Córdoba              | España               | Plaza de Toros Los Califas             |
| 7 de julio de 2018       | Albacete             | España               | Plaza de Toros La Chata                |
| 14 de julio de 2018      | Granada              | España               | Plaza de Toros de Granada              |